# Vía Colectora Durán-km 27
La Vía Colectora Durán-km 27 (E49A) es una vía secundaria de sentido oeste-este ubicada en la Provincia de Guayas al este de la ciudad de Guayaquil.  Esta colectora esencialmente constituye una ruta alterna a la Transversal Austral (E40) en el tramo comprendido entre Durán y la confluencia de la Troncal de la Costa (E25) y la Transversal Austral (E40)

## Concesiones
La Vía Colectora Durán-km 27 (E49A) está concesionada a la empresa privada CONSEGUA S.A. por lo que es necesario el pago de peajes a lo largo de su recorrido.

## Localidades destacables
De oeste a este:
- Eloy Alfaro (Durán), Guayas

- Datos: Q2356236